# بزدندان
بزدندان (نام علمی: Tragus racemosus) نام یک گونه از سردهٔ بزدندان است.